# Kloster Volkenroda
Das Kloster Volkenroda ist eine ehemalige und im Jahr 1131 gegründete Zisterzienserabtei im Ortsteil Volkenroda der Gemeinde Körner in Thüringen. Im Jahr 1994 erwarb die ökumenische Kommunität Jesus-Bruderschaft das Kloster und trug maßgeblich zur Wiederherstellung der Anlage bei. Seitdem gestaltet sie dort wieder ein gemeinschaftliches Leben im klösterlichen Sinne und empfängt Gäste zu Tagungen oder zur Einkehr. 2005 übernahm die Stiftung Kloster Volkenroda das Anwesen. Stiftungszweck ist die Förderung des christlichen Glaubens und eines geistigen, sozialen, wirtschaftlichen, kulturellen und gesellschaftlichen Lebens im Kloster Volkenroda.

## Geschichte
Auf den Grundmauern einer ehemaligen Pfalzburg gründeten 1131 in Volkenroda Zisterziensermönche aus Altenkamp die erste Zisterzienserabtei in Thüringen. 1150 konnte die Klosterkirche durch den Erzbischof von Mainz Heinrich I. geweiht werden. Bereits 1130 soll Gräfin Helinburg von Gleichen dem Kloster Volkenroda eine Urkunde ausgestellt haben, in der als Zeuge ein „Ulricus de Schunenburg“ genannt wird.
Bei der Gründung wurde das Kloster schon mit beträchtlichem Landbesitz ausgestattet und es entstanden landwirtschaftliche Betriebe. Die Haupteinnahmen des Klosters beruhten auf Privilegien und der Gewährung des Ablasses. Die damit verbundenen Wallfahrten und zahlreiche Schenkungen ermöglichten den gezielten Zukauf von Grund und Boden. Das Kloster erwarb auch in der Reichsstadt Mühlhausen einen Freihof, damit entledigte man sich von den Zollgebühren an den Mühlhäuser Grenzen und beim Benutzen der Stadttore. Volkenroda wurde bald zu einem der reichsten und angesehensten Klöster in Thüringen.
Von dem Kloster gingen vier weitere Gründungen aus – die Tochterklöster der Abtei waren Kloster Waldsassen (1133), Kloster Reifenstein (1162), Kloster Loccum (1163) und das in der Niederlausitz gelegene Kloster Dobrilugk (1165).
Als der Thüringer Erbfolgekrieg (1247–1264) seinen Höhepunkt erreichte, veranlasste der damalige Klosterabt zur Sicherheit des Klosters die Errichtung einer Ringmauer mit Türmen und Toren sowie die Verteidigung der Befestigungsanlagen durch angeworbene Söldner.
Gegen Ende des 15. Jahrhunderts lebte im Kloster Volkenroda eine hohe Zahl an Mönchen und Konversen (60/100). Doch durch Machtmissbrauch und schlechte Politik der Äbte kam es zum Niedergang des Klosters.
Bereits vor Ausbruch des Bauernkrieges spitzte sich die Lage um das Kloster Volkenroda zu. Der Klosterabt fühlte sich 1517 durch eine Entsendung von herzoglich-sächsischen Schützen im Vorteil und ließ bei einer günstigen Gelegenheit in den umliegenden Dörfern mehrere rebellische Bauern „ausheben“ – er wollte zur Abschreckung ein Exempel an den Bauern vollziehen und plante einen Schauprozess. Die Empörung über dieses Vorgehen löste einen ersten Sturm auf das Kloster aus, den die wenigen Soldaten nur mit Mühe abwehren konnten. Die Gefangenen wurden ohne Verurteilung in Freiheit gesetzt.
Im Verlauf des Bauernkrieges wurde das Kloster Volkenroda in den Morgenstunden des 27. Aprils 1525 von hundert aufständischen Mühlhäuser Bauern angegriffen und durch Brandstiftung teilweise zerstört. Die Bauern vernichteten nach örtlicher Überlieferung die wertvolle Klosterbibliothek und zahlreiche religiöse Kunstwerke sowie die Reliquiensammlung. Am Abend waren die Truhen und Vorratskammern, Stallungen und Keller geleert, auch die nahen Wirtschaftshöfe des Klosters bei Körner und Mehlra wurden eingenommen. Der Gesamtschaden, so vom Klosterabt am 5. Mai an den sächsischen Herzog berichtet, betrug nach erster Schätzung etwa 20.000 Gulden.
Ein Hauptgrund für diesen Gewaltausbruch fand sich in der besonderen Stellung des Klosters vor der Einführung der Reformation. Sowohl Land- als auch Stadtbevölkerung hegten Groll gegen das Kloster, weil es zuletzt in immer stärkerem Maße als Bedrücker und nicht Förderer der Armen wahrgenommen wurde. Die Abgabenlast der angrenzenden Orte war enorm gewachsen, das Ausbleiben von Ernten oder durch Viehseuchen verhinderte Übergabe von Naturalabgaben wurde nicht mehr hingenommen und die Schuld unerbittlich eingefordert. Das Kloster hatte auch in der Stadt Mühlhausen Höfe erworben, um dort durch Handel weitere Vorteile zu gewinnen. Die Mönche begannen sogar, das eingespielte Preisreglement für Naturalprodukte zu ihren Gunsten zu beeinflussen, bald bestimmten sie über den Fischhandel und schenkten selbstgebrautes Bier aus. Ihr Tun und Handeln in der Stadt wurde nicht von der weltlichen Gerichtsbarkeit verfolgt. Gerüchte und Beweise über den unmoralischen Lebenswandel erzürnten auch die Mühlhäuser Geistlichen, vor allem Thomas Müntzer und Heinrich Pfeiffer. Eine direkte Teilnahme Müntzers in Volkenroda gilt heute als unwahrscheinlich, da weder der Abt noch andere Vertreter des Klosters Müntzer in ihren Berichten erwähnen.
Nach dem Sturm auf das Kloster entstanden bald Geschichten und Legenden über ermordete Mönche und das Ausmaß der verübten Gewalttaten. Die übermittelten Belege der tatsächlichen Schäden wurden auf etwa 7500 Gulden verrechnet. Lange blieb auch unbeachtet, dass die Mönche bereits vor dem Überfall einen Teil ihrer Vorräte und wichtige Dokumente in den herzoglichen Gutshof nach Schwerstedt gebracht hatten. Darunter befanden sich auch die Listen der Abgaben und Steuern.
Nach der Niederwerfung des Bauernaufstandes kehrte ein Teil der Mönche in das Kloster zurück, einige Mönche waren zum protestantischen Glauben übergetreten und wurden als Prediger oder Schullehrer tätig, ein kleiner Teil wechselte in andere Klöster über, die die ersten Anstürme der Reformation überdauert hatten. Das Kloster Volkenroda wurde um 1540 aufgelöst, da der Landesherr, Herzog Moritz von Sachsen, zum Protestantismus übergetreten war. Der größere Teil des Besitzes wurde von der Reichsstadt Mühlhausen erworben und in Form von einzelnen Landgütern an Adelige und Patrizier verpachtet. Das Klostergelände und der Klosterwald blieben im Besitz der sächsischen Fürsten.
Im Dreißigjährigen Krieg erlitt Volkenroda 1641 weitere Zerstörungen an den noch stehenden Wohngebäuden des Klosters. Im 17. und 18. Jahrhundert verfiel die Anlage mehr und mehr. 1802 wurden Teile der Kirche wiedererrichtet. Nach der staatlichen Neuordnung in der Weimarer Republik wurden die Klosterbauten als Wohngebäude genutzt. Die Klosterkirche war bis 1968 evangelische Kirche des Dorfes, bevor sie wegen Baufälligkeit geschlossen wurde. Die ehemalige ringförmige Klostermauer aus Bruchsteinen und ein Steintor von 1574 sind erhalten geblieben.

### Wiederaufbau zum Kultur- und Bildungszentrum

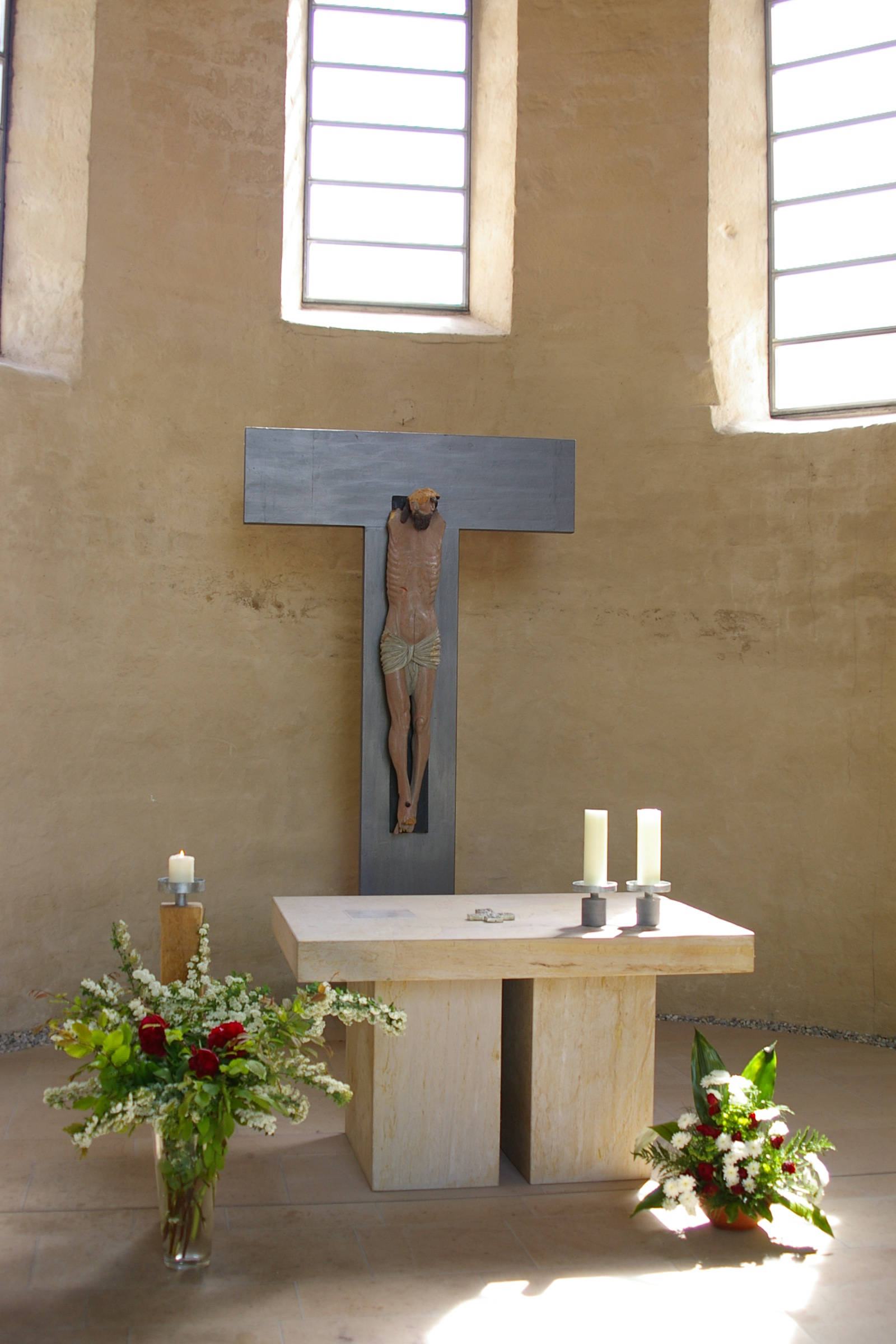
Kreuz in der Klosterkirche

Anfang der 1990er-Jahre standen in Volkenroda außer den Klosterruinen nur noch ein paar Häuser. Die Mühlhäuser Denkmalpfleger übernahmen noch 1990 erste Anläufe, die stark geschädigte Anlage zu retten. Für alle noch in Teilen erhaltenen Gebäude (Klosterkirche, Konventgebäude, Ringmauer mit Torturm, Fachwerkhof, Kornhaus) wurden die erkennbaren Schadbilder aufgenommen und in einer Dringlichkeitsliste bewertet. Die 1991 bereitgestellte Nothilfe von 1 Mio. DM wurde vordringlich zur Rettung der Klosterkirche verwendet, die sich als Schwerpunkt der Sanierung darstellte. Der Gesamtumfang der erforderlichen Mittel zur Klostersanierung wurde zu diesem Zeitpunkt auf 20 Mio. DM eingeschätzt. Von der Kirche – einst eine dreischiffige Basilika, sind nur das Chor- und Querhaus erhalten geblieben. Der Wunsch, durch Grabungen und Methoden der Bauforschung weitere Erkenntnisse zur Baugeschichte der Klosterkirche zu gewinnen, musste zunächst abgelehnt werden. Im Jahr 1993 wurde der Förderverein Wiederaufbau Kloster Volkenroda e. V. gegründet, dessen Ziel die Wiederbelebung der klösterlichen Tradition ist. Ab 1994 übernahm die Jesus-Bruderschaft aus dem Kloster Gnadenthal in Hünfelden die Gebäude und belebte sie mit einer Kommunität.
Das Kloster Volkenroda wurde 1995 von der Europäischen Union als „schützenswertes Kulturerbe von europäischem Rang“ ausgezeichnet. In der Klosteranlage wurden ein Europäisches Jugendbildungszentrum und ein Gästehaus eingerichtet.

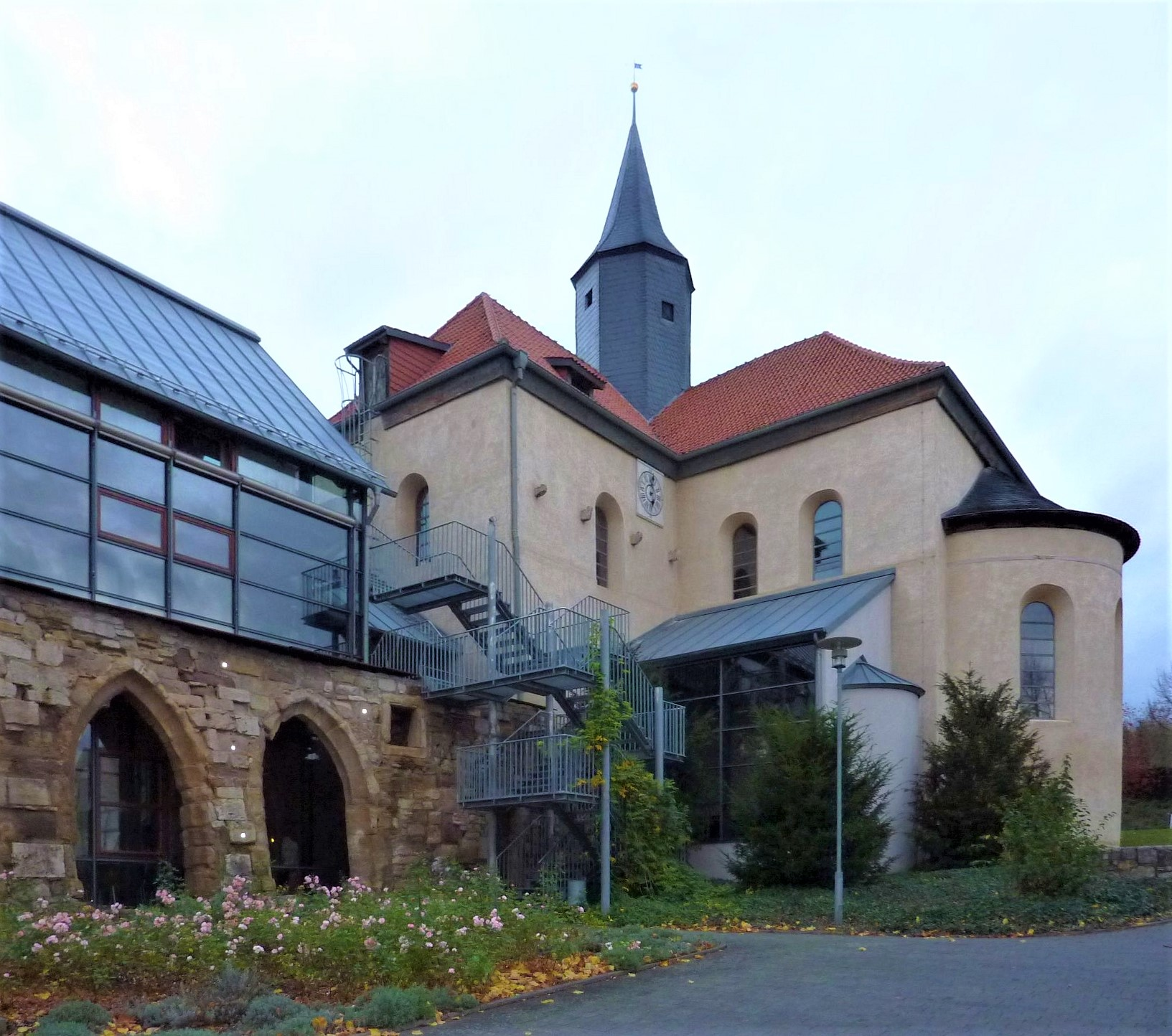
Blick zu Querhaus und Chor der Klosterkirche
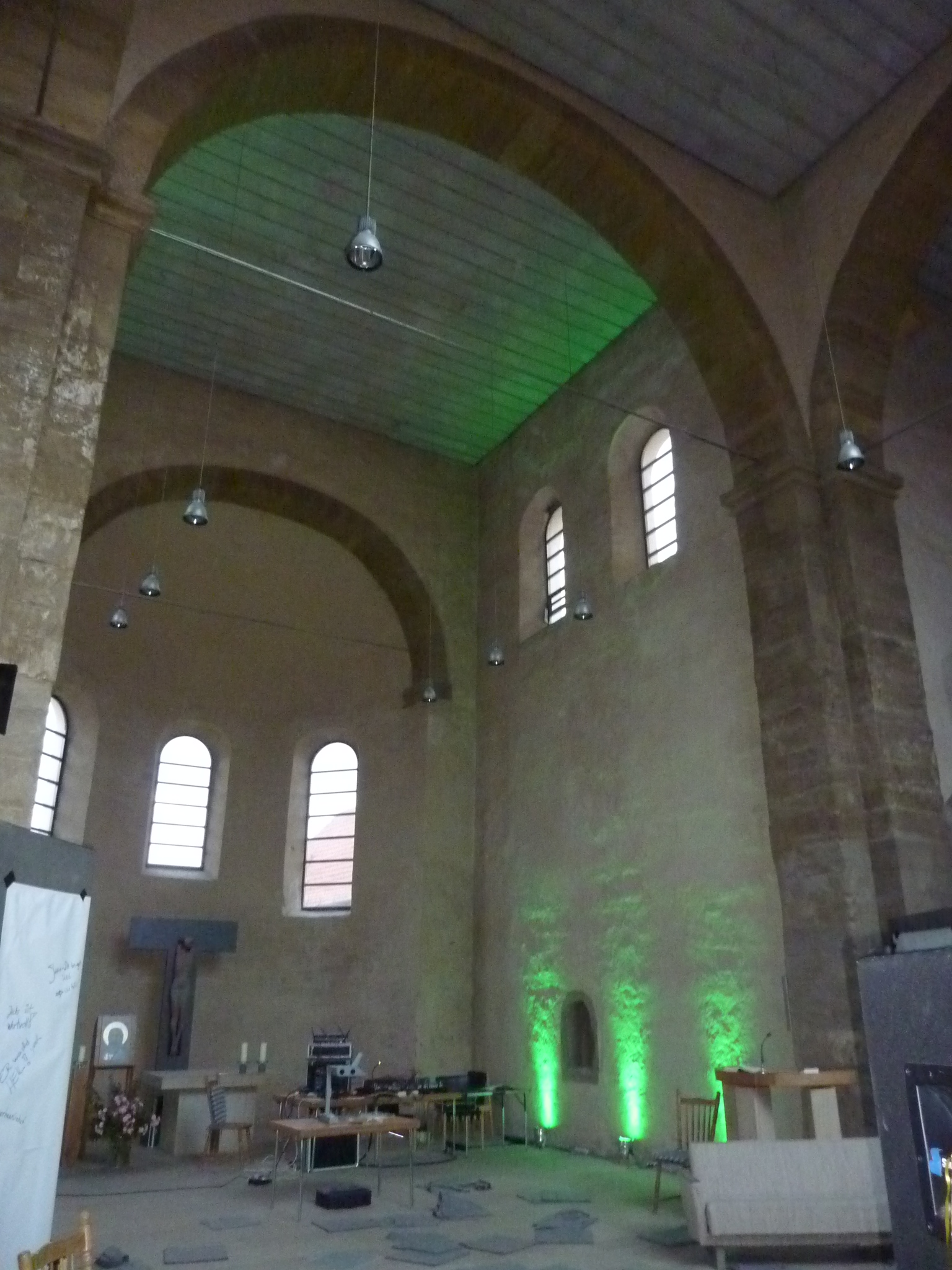
Inneres der Klosterkirche. Blick von der Vierung zum Chor
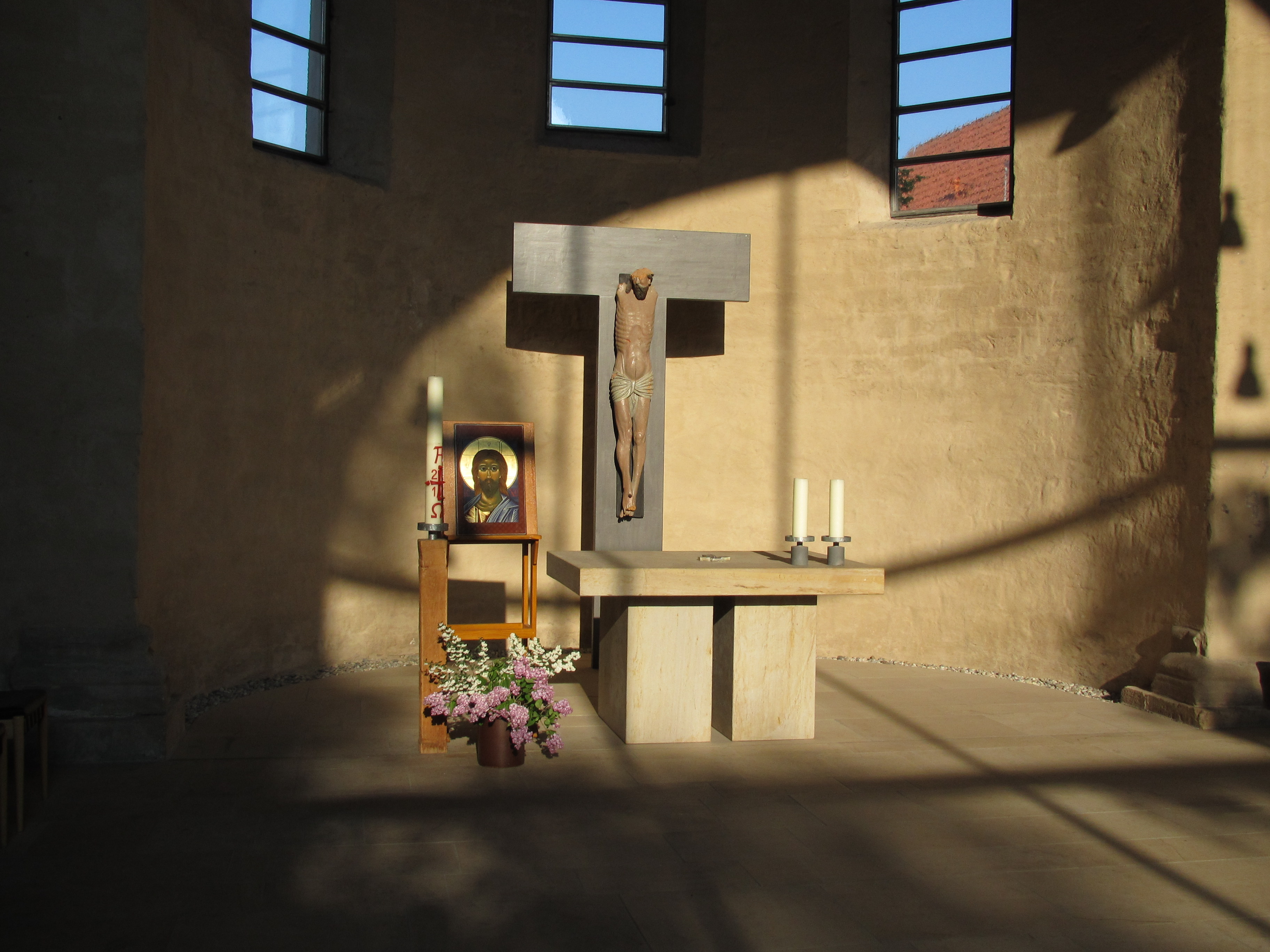
Blick auf den Altar im Chorraum der Klosterkirche
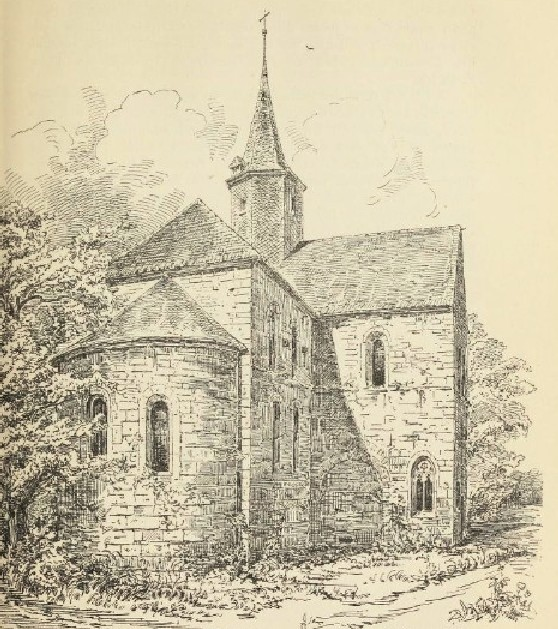
Klosterkirche vor 1906
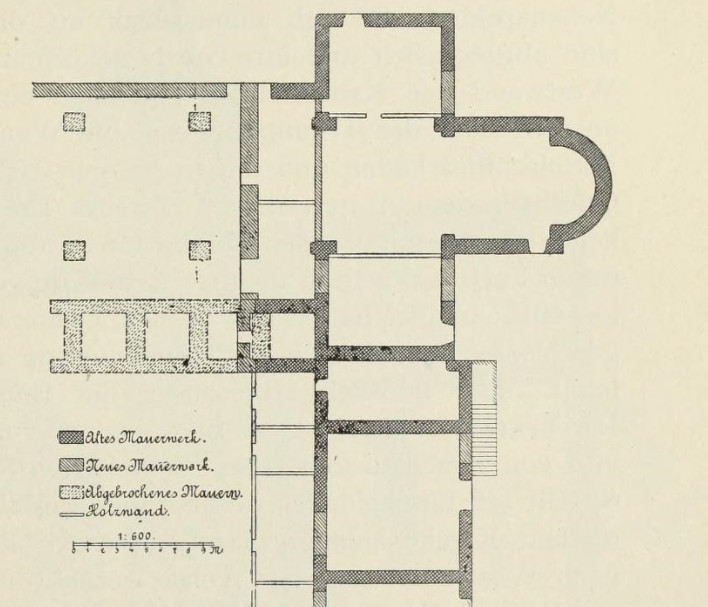
Grundriss der Klosterkirche 1906

### Christus-Pavillon
Im Jahr 2001 wurde der Christus-Pavillon der evangelischen und katholischen Kirche von der EXPO 2000 in Hannover nach Volkenroda umgesetzt. Er übernahm die Funktion des nicht mehr bestehenden Langschiffs der Klosterkirche.

## Jesus-Bruderschaft und kulturelles Leben

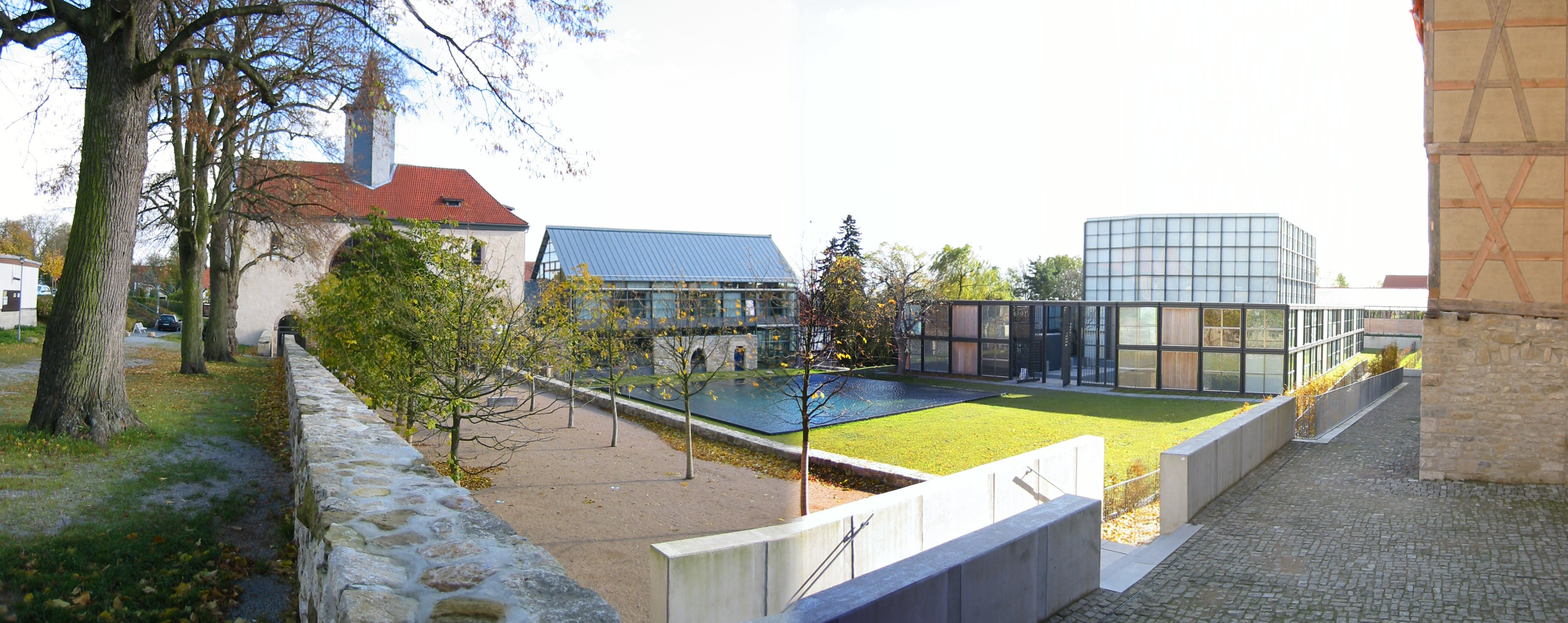
Klosterhof, links im Bild die Klosterkirche, in der Mitte das Konventgebäude und rechts der Christuspavillon

Die Jesus-Bruderschaft ist eine evangelisch geprägte aber ökumenisch ausgerichtete Kommunität. Die Lebensgemeinschaft besteht aus ehelos lebenden Brüdern und Schwestern sowie Familien. Die Mitglieder kommen aus unterschiedlichen Kirchen und Konfessionen, denen sie bleibend angehören. Ihr Zentrum ist seit 1969 das Kloster Gnadenthal (Hessen). Seit 1994 ist das Kloster Volkenroda eine Außenstation der Kommunität.
- In Volkenroda finden täglich Gottesdienste, Eucharistie und Gebetszeiten statt. Einige Gottesdienste werden mit besonderen Akzenten versehen: Konzertgottesdienste, Themensonntage, Osternacht, Valentinstag und Bikergottesdienst.
- Das Kloster Volkenroda ist auch ein regionales Kulturzentrum mit vielfältigem Veranstaltungsprogramm.
- Der Christus-Pavillon ist Schauplatz für unterschiedliche Veranstaltungen wie Konzerte, Workshops, Lesungen und Freilichtkino. Jährlich findet dort ein großes Sommerkonzert-Wochenende statt.
- Der Pilgerweg Loccum–Volkenroda verbindet seit 2002 Volkenroda mit dem westlich von Hannover gelegenen Tochterkloster Loccum.
- Mit der Via Porta wurde am 2. Mai 2010 in Volkenroda ein weiterer Pilgerweg eröffnet, der das Kloster mit dem Zisterzienserinnenkloster Waldsassen verbindet.

## Klostergut
Land- und Forstwirtschaft gehörten zu den Lebensgrundlagen des Klosters. In Anlehnung an diese Tradition wurde seit 1994 das Klostergut als Schulbauernhof eingerichtet. Am ersten Samstag im Monat findet dort ein Bauernmarkt statt, der das Dorf belebt.